# Pod sretnom zvijezdom
Pod sretnom zvijezdom je deveti album hrvatskog glazbenog sastava Colonia koji sadrži 13 pjesama. Objavljen je 2008. godine.
Grupi je za prodaju albuma u Hrvatskoj dodijeljena zlatna ploča. 

## Popis pjesama
1. "Pod sretnom zvijezdom "
2. "Mirno more"
3. "Suzo moja"
4. "Gukni golube"
5. "Ja nisam tvoja mala"
6. "Medene usne "
7. "Ostavi trag"
8. "Čovjek s 2 lica"
9. "Lagao si me"
10. "Oči anđela"
11. "Sunčan dan"
12. "Nisi ti više crno vino"
13. "Sexy body"